# Lampung Tengah
Lampung Tengah ist ein indonesischer Regierungsbezirk (Kabupaten) in der indonesischen Provinz Lampung auf der Insel Sumatra. Ende 2023 leben hier knapp 1,4 Mio. Menschen. Der Verwaltungssitz des Kabupaten Lampung Tengah ist Gunung Sugih, etwas südlich vom Zentrum des Bezirks gelegen und ca. 50 km nördlich der Provinzhauptstadt Bandar Lampung. Bis zur Autonomie der Stadt Metro 1999 war dies das Zentrum des Bezirks.

## Geografie
Der Kabupaten ist der flächenmäßig größte der Provinz (13,68 %) und belegt Platz 30 unter den 120 Kabupaten auf der Insel Sumatra.

### Lage
Der Binnenbezirk Lampung Tengah liegt im Zentrum der Provinz Lampung und grenzt im Westen an den Kabupaten Lampung Utara, im Nordwesten an Tulang Bawang Barat, im Norden an Tulang Bawang, im Nordosten und Osten an Lampung Timur, im Südosten an die Kota Metro und im Süden (von West nach Ost) an Tanggamus, Pringsewu, Pesawaran und auf nur 4 km Länge an den Kabupaten Lampung Selatan. Der größte Bezirk in der Provinz dürfte somit auch die meisten Nachbarn haben (10).
Es werden die Koordinaten zwischen 4° 28′ 51″ und 5° 16′ 0″ s. Br. sowie zwischen 104° 32′ 51″ und 105° 54′ 41″ ö. L. belegt.

## Verwaltungsgliederung
Administrativ unterteilt sich der Kabupaten Lampung Tengah in 28 Distrikte (Kecamatan) mit 311 Dörfern. Im Volkszählungsjahr 2020 waren davon 10 Kelurahan (Dörfer städtischen Typs).
| Code 1   | Kecamatan Distrikt  | Ibu Kota Verwaltungssitz | Fläche (km²) | Einw. Zensus 2010 2 | Volkszählung 2020 | Volkszählung 2020 | Volkszählung 2020 | Anzahl der Dörfer |
| Code 1   | Kecamatan Distrikt  | Ibu Kota Verwaltungssitz | Fläche (km²) | Einw. Zensus 2010 2 | Einw. 3           | 0Dichte 40        | Sex Ratio 5       | Anzahl der Dörfer |
| -------- | ------------------- | ------------------------ | ------------ | ------------------- | ----------------- | ----------------- | ----------------- | ----------------- |
| 18.02.01 | Kalirejo            | Kalirejo                 | 111,90       | 62.808              | 76.884            | 687,1             | 106,1             | 17                |
| 18.02.02 | Bangunrejo          | Bangun Rejo              | 104,88       | 55.232              | 70.242            | 669,7             | 104,7             | 17                |
| 18.02.03 | Padang Ratu         | Haduyang Ratu            | 164,00       | 47.457              | 62.716            | 382,4             | 107,2             | 15                |
| 18.02.04 | Gunung Sugih        | Gunung Sugih             | 164,01       | 62.043              | 78.030            | 475,8             | 105,6             | 15 6              |
| 18.02.05 | Trimurjo            | Simbarwaringin           | 64,18        | 48.829              | 58.570            | 912,6             | 103,9             | 14 7              |
| 18.02.06 | Punggur             | Tanggul Angin            | 60,70        | 35.920              | 42.068            | 693,0             | 103,0             | 9                 |
| 18.02.07 | Terbanggi Besar     | Terbanggi Besar          | 217,15       | 107.389             | 129.482           | 596,3             | 104,3             | 10 8              |
| 18.02.08 | Seputih Raman       | Rukti Harjo              | 130,00       | 45.800              | 54.030            | 415,6             | 102,9             | 14                |
| 18.02.09 | Rumbia              | Reno Basuki              | 118,39       | 33.501              | 41.305            | 348,9             | 105,3             | 9                 |
| 18.02.10 | Seputih Banyak      | Tanjung Harapan 00       | 136,62       | 41.627              | 53.453            | 391,3             | 104,4             | 13                |
| 18.02.11 | Seputih Mataram     | Kurnia Mataram           | 115,96       | 45.638              | 55.956            | 482,5             | 105,3             | 12                |
| 18.02.12 | Seputih Surabaya    | Gaya Baru Satu           | 141,55       | 44.267              | 53.600            | 378,7             | 105,4             | 13                |
| 18.02.13 | Terusan Nunyai      | Gunung Batin Ilir        | 289,69       | 44.362              | 58.850            | 203,1             | 103,8             | 7                 |
| 18.02.14 | Bumi Ratu Nuban00   | Bulusari                 | 63,71        | 28.419              | 35.533            | 557,7             | 104,0             | 10                |
| 18.02.15 | Bekri               | Kusumadadi               | 94,15        | 25.077              | 31.370            | 333,2             | 106,2             | 8                 |
| 18.02.16 | Seputih Agung       | Dono Arum                | 106,96       | 45.925              | 57.479            | 537,4             | 104,1             | 10                |
| 18.02.17 | Way Pengubuan       | Tanjung Ratu Ilir        | 214,48       | 36.851              | 48.099            | 224,3             | 102,6             | 8                 |
| 18.02.18 | Bandar Mataram      | Jati Datar               | 1.017,89     | 72.190              | 84.621            | 83,1              | 106,7             | 9                 |
| 18.02.19 | Pubian              | Negri Kepayungan         | 187,40       | 40.514              | 53.854            | 287,4             | 104,6             | 20                |
| 18.02.20 | Selagai Lingga      | Negri Katon              | 272,63       | 31.253              | 39.956            | 146,6             | 105,3             | 14                |
| 18.02.21 | Anak Tuha           | Negara Aji Tua           | 162,68       | 35.314              | 48.028            | 295,2             | 104,6             | 12                |
| 18.02.22 | Sendang Agung       | Sendang Agung            | 97,90        | 36.006              | 45.996            | 469,8             | 105,7             | 9                 |
| 18.02.23 | Kota Gajah          | Kota Gajah               | 46,90        | 31.600              | 37.064            | 790,3             | 103,3             | 7                 |
| 18.02.24 | Bumi Nabung         | Bumi Nabung Ilir         | 97,75        | 30.734              | 38.112            | 389,9             | 103,9             | 7                 |
| 18.02.25 | Way Seputih         | Suko Binangun            | 62,34        | 16.877              | 20.744            | 332,8             | 103,8             | 6                 |
| 18.02.26 | Bandar Surabaya     | Surabaya Ilir            | 138,09       | 32.471              | 41.514            | 300,6             | 106,2             | 10                |
| 18.02.27 | Anak Ratu Aji       | Gedung Sari              | 70,22        | 15.370              | 19.927            | 283,8             | 104,3             | 6                 |
| 18.02.28 | Putra Rumbia        | Binakarya Utama          | 93,38        | 17.243              | 22.562            | 241,6             | 105,8             | 10                |
| 18.02    | Kab. Lampung Tengah | Kab. Lampung Tengah      | 4.545,50     | 1.170.717           | 1.460.045         | 321,2             | 104,6             | 311               |

## Demografie
Bevölkerungsmäßig hat Lampung Tengah mit 15,23 % die meisten Einwohner aller 15 Verwaltungseinheiten der 2. Ebene der Provinz. Bei allen 120 Kabupaten auf der Insel Sumatra wird Platz 2 (hinter Kab. Deli Serdang) erreicht. Die Bevölkerungsdichte (302,3 Einw. je km²) liegt über dem Provinzdurchschnitt (2023: 269,6).
Der Frauenanteil hat sich zwischen den beiden Volkszählungen 2010 und 2020 sowie zum Jahresende 2023 nur geringfügig verändert und auf Werte um die 49 Prozent eingepegelt.
| Religion im Jahr 2020 | Religion im Jahr 2020 | Religion im Jahr 2020 | Religion im Jahr 2020 |
| Religion              | Anzahl                | Anteil (%)            | Gebäude               |
| --------------------- | --------------------- | --------------------- | --------------------- |
| Islam                 | 1.252.171             | 93,26                 | 1.797 1               |
| Christen insg.        | 00.42.469 2           | 03,16                 | 0169                  |
| Davon:                |                       |                       |                       |
| Protestanten          | 00.20.047             | 47,20                 | 0114                  |
| Katholiken            | 00.22.422             | 52,80                 | 0055                  |
|                       |                       |                       |                       |
| Hindus                | 00.44.677             | 03,33                 | 0429                  |
| Buddhisten            | 000.3.329             | 00,25                 | 0019                  |

| Jahr  | Gesamt- bevölkerung | Männer   | %      | Frauen   | %      |
| ----- | ------------------- | -------- | ------ | -------- | ------ |
| 02010 | 001.170.717         | 0598.522 | 051,12 | 0572.195 | 048,88 |
| 02020 | 001.460.045         | 0747.237 | 051,18 | 0712.808 | 048,82 |
| 02023 | 001.378.441         | 0702.991 | 051,00 | 0675.450 | 049,00 |

### Soziale Daten 2020
| Merkmal                                                            | Lampung Tengah | 0Prov. Lampung0 |
| ------------------------------------------------------------------ | -------------- | --------------- |
| Bevölkerung unterhalb der Armutsgrenze (Tsd.)0                     | 152,28         | 1.049,32        |
| Anteil der „armen Bevölkerung“ (indonesisch Penduduk miskin) (%)00 | 011,82         | 12,34           |
| Arbeitslosenrate (%)                                               | 00422          | 03,41           |
| Lebenserwartung bei der Geburt (Jahre)                             | 073,79         | 73,66           |
| HDI-Index                                                          | 071,97         | 71,04           |
| Analphabetenrate (in %, 15+ J.)                                    | 003,45         | 02,76           |
| Anteil der Altersgruppen                                           | 0Real0         | 0Prozentual0    |
| Kinder (<15 J.)                                                    | 0?0            | 26,43           |
| arbeitsfähige Bevölkerung (15–64 J.)                               | 0?0            | 67,09           |
| Rentner und Pensionäre (>65 J.)                                    | 0?0            | 06,48           |

## Geschichte
Lampung Tengah gehörte neben Lampung Selatan und Lampung Utara und der Hauptstadt Bandar Lampung zu den Gründern der Provinz Lampung, die 1964 aus der Provinz Sumatra Selatan hervorging. Dieser vier „Gründer“ entstanden bereits im Jahr 1959, ehe sie sich 1964 vereinten.

Im April 1999 wurden aus dem Bezirk zwei Verwaltungseinheiten ausgegliedert: die unabhängige Stadt (indonesisch Kota) Metro (2 Kecamatan) und im Südosten der Kabupaten Lampung Timur (zehn Kecamatan). Der „Mutterbezirk“ büßte hierbei 41,38 Prozent seines Territoriums ein (5.386,82 von 9.189,50 km²).

Durch Teilung von Distrikten und Neuzuordnungen von Dörfern erhöhte sich die Zahl der Distrikte auf derzeit 28. Zuletzt entstanden der Kecamatan Anak Ratu Aji (Regionalanweisung PERDA 06/2005: Der Kec. Padang Ratu gab 6 seiner Dörfer ab) sowie der Kecamatan Putra Rumbia, für den der Kec. Rumbia 6 seiner Dörfer abgab (PERDA 15/2006).

### Aktuelle Daten der Bevölkerungsfortschreibung
Nachfolgende Tabelle gibt den Einwohnerstand nach Geschlecht vom Jahresende 2022 und 2023 wieder. Er resultiert aus den Ergebnissen der Fortschreibung durch die örtlichen Zivilregistrierungsbüros (Disdukcapil, indonesisch Dinas Kependudukan dan Pencatatan Sipil) und kann in einer interaktiven Karte abgerufen werden
| Kecamatan             | 31.12.2022 | 31.12.2022 | 31.12.2022 | Fläche km² | 31.12.2023 | 31.12.2023 | 31.12.2023 | 31.12.2023         | 31.12.2023          |
| Kecamatan             | 0Insg.     | männl.     | weibl.     | Fläche km² | 0Insg.     | männl.     | weibl.     | Dichte [Einw./km²] | Sex Ratio [M*100/F] |
| --------------------- | ---------- | ---------- | ---------- | ---------- | ---------- | ---------- | ---------- | ------------------ | ------------------- |
| Kalirejo              | 73.510     | 37.729     | 35.781     | 104,21     | 74.528     | 38.262     | 36.266     | 715,2              | 105,50              |
| Bangun Rejo           | 66.846     | 34.033     | 32.813     | 121,94     | 67.729     | 34.496     | 33.233     | 555,4              | 103,80              |
| Padang Ratu           | 55.745     | 28.748     | 26.997     | 177,02     | 56.336     | 28.986     | 27.350     | 318,2              | 105,98              |
| Gunung Sugih          | 74.947     | 38.236     | 36.711     | 166,41     | 75.219     | 38.410     | 36.809     | 452,0              | 104,35              |
| Trimurjo              | 55.126     | 28.096     | 27.030     | 62,18      | 55.253     | 28.109     | 27.144     | 888,6              | 103,56              |
| Punggur               | 41.372     | 20.880     | 20.492     | 61,08      | 41.475     | 20.931     | 20.544     | 679,0              | 101,88              |
| Terbanggi Besar       | 122.552    | 62.345     | 60.207     | 204,64     | 122.949    | 62.508     | 60.441     | 600,8              | 103,42              |
| Seputih Raman         | 51.517     | 26.077     | 25.440     | 141,04     | 52.006     | 26.299     | 25.707     | 368,7              | 102,30              |
| Rumbia                | 39.659     | 20.189     | 19.470     | 113,19     | 40.101     | 20.424     | 19.677     | 354,3              | 103,80              |
| Seputih Banyak        | 49.618     | 25.312     | 24.306     | 127,41     | 50.029     | 25.542     | 24.487     | 392,7              | 104,31              |
| Seputih Mataram       | 54.950     | 28.088     | 26.862     | 118,21     | 55.430     | 28.307     | 27.123     | 468,9              | 104,37              |
| Seputih Surabaya      | 50.564     | 25.833     | 24.731     | 140,47     | 50.940     | 25.989     | 24.951     | 362,6              | 104,16              |
| Terusan Nunyai        | 51.581     | 26.106     | 25.475     | 298,20     | 51.508     | 26.085     | 25.423     | 172,7              | 102,60              |
| Bumi Ratu Nuban       | 34.205     | 17.408     | 16.797     | 64,85      | 34.477     | 17.574     | 16.903     | 531,6              | 103,97              |
| Bekri                 | 29.965     | 15.319     | 14.646     | 98,45      | 30.025     | 15.360     | 14.665     | 305,0              | 104,74              |
| Seputih Agung         | 55.655     | 28.327     | 27.328     | 104,99     | 56.452     | 28.751     | 27.701     | 537,7              | 103,79              |
| Way Pangubuan         | 45.774     | 23.180     | 22.594     | 211,39     | 46.105     | 23.335     | 22.770     | 218,1              | 102,48              |
| Bandar Mataram        | 74.138     | 38.090     | 36.048     | 1.030,57   | 73.994     | 38.029     | 35.965     | 71,8               | 105,74              |
| Pubian                | 48.055     | 24.517     | 23.538     | 189,50     | 48.269     | 24.621     | 23.648     | 254,7              | 104,11              |
| Selagai Lingga        | 35.740     | 18.343     | 17.397     | 320,04     | 35.977     | 18.459     | 17.518     | 112,4              | 105,37              |
| Anak Tuha             | 43.534     | 22.235     | 21.299     | 155,44     | 43.929     | 22.382     | 21.547     | 282,6              | 103,88              |
| Sendang Agung         | 42.387     | 21.779     | 20.608     | 97,05      | 42.912     | 22.047     | 20.865     | 442,2              | 105,66              |
| Kota Gajah            | 35.312     | 17.875     | 17.437     | 57,89      | 35.703     | 18.072     | 17.631     | 616,7              | 102,50              |
| Bumi Nabung           | 36.404     | 18.588     | 17.816     | 106,02     | 36.790     | 18.743     | 18.047     | 347,0              | 103,86              |
| Way Seputih           | 20.112     | 10.225     | 9.887      | 62,39      | 20.381     | 10.367     | 10.014     | 326,7              | 103,53              |
| Bandar Surabaya       | 38.781     | 19.876     | 18.905     | 136,34     | 39.320     | 20.137     | 19.183     | 288,4              | 104,97              |
| Anak Ratu Aji         | 18.723     | 9.510      | 9.213      | 73,56      | 18.810     | 9.550      | 9.260      | 255,7              | 103,13              |
| Putra Rumbia          | 21.526     | 11.081     | 10.445     | 98,17      | 21.794     | 11.216     | 10.578     | 222,0              | 106,03              |
| Kab. Lampung Tengah00 | 1.368.298  | 698.025    | 670.273    | 4.642,65 1 | 1.378.441  | 702.991    | 675.450    | 296,9              | 104,08              |

## Verzeichnis der Kelurahan
Die nachfolgende Liste gibt den Einwohnerstand zum Jahresende 2022 (Semester II/2022) und genau ein Jahr später für alle Kelurahan im Bezirk Lampung Tengah wieder. Bei neun der zehn Kecamatan nahm die Einwohnerzahl innerhalb eines Jahres um 40 Einwohner zu.
Neben der Fläche und den Einwohnerzahlen sind auch deren Zugehörigkeiten zu den drei Kecamatan aufgeführt, ebenso die errechneten Ergebnisse der Bevölkerungsdichte (in Einw. je km²) sowie des Geschlechterverhältnisses (Sex Ratio). Als erste Spalte ist der Strukturcode des indonesischen Innenministeriums angegeben. Er gibt gleichfalls Aufschluss über die Zugehörigkeit der Dörfer zu den übergeordneten Verwaltungsebenen: Die ersten drei Zahlenpärchen werden durch Punkte getrennt und geben die Provinz, den Regierungsbezirk (Kabupaten) und den Distrikt (Kecamatan) an. Als letztes folgt nach einem weiteren Trennungspunkt der vierstellige „Dorfcode“ – wobei städtisch geprägte Kelurahan immer mit 1 und „normale“ (ländliche) Desa mit einer 2 beginnen. Die Statistikseiten von BPS (Badan Pusat Statistik) verwenden eine andere Nomenklatur, auf die hier nicht näher eingegangen werden soll, da sie nur bei den Volkszählungen Anwendung findet.
Wie bei obiger Tabelle entstammen alle Daten der Fortschreibung durch die örtlichen Zivilregistrierungsbüros (Disdukcapil).
| Struktur- code | Kecamatan         | Kelurahan           | Bevölkerung am Jahresende 2022 | Bevölkerung am Jahresende 2022 | Bevölkerung am Jahresende 2022 | Bevölkerung am Jahresende 2022 | Bevölkerung am Jahresende 2023 | Bevölkerung am Jahresende 2023 | Bevölkerung am Jahresende 2023 | Bevölkerung am Jahresende 2023 | Bevölkerung am Jahresende 2023 |
| Struktur- code | Kecamatan         | Kelurahan           | Fläche (km²)                   | Gesamt                         | männlich                       | weiblich                       | Gesamt                         | männlich                       | weiblich                       | Dichte                         | Sex Ratio                      |
| -------------- | ----------------- | ------------------- | ------------------------------ | ------------------------------ | ------------------------------ | ------------------------------ | ------------------------------ | ------------------------------ | ------------------------------ | ------------------------------ | ------------------------------ |
| 18.02.04.1005  | Gunung Sugih      | Gunung Sugih        | 9,2                            | 5.250                          | 2.666                          | 2.584                          | 5.275                          | 2.661                          | 2.614                          | 573,4                          | 101,80                         |
| 18.02.04.1006  | Gunung Sugih      | Gunung Sugih Raya00 | keine Angaben verfügbar        | keine Angaben verfügbar        | keine Angaben verfügbar        | keine Angaben verfügbar        | keine Angaben verfügbar        | keine Angaben verfügbar        | keine Angaben verfügbar        | keine Angaben verfügbar        |                                |
| 18.02.04.1007  | Gunung Sugih      | Komering Agung      | 19,72                          | 4.499                          | 2.297                          | 2.202                          | 4.517                          | 2.296                          | 2.221                          | 229,1                          | 103,38                         |
| 18.02.04.1008  | Gunung Sugih      | Seputih Jaya        | 12,27                          | 5.951                          | 3.016                          | 2.935                          | 6.089                          | 3.093                          | 2.996                          | 496,3                          | 103,24                         |
| 18.02.05.1003  | Trimurjo          | Adi Puro            | 2,06                           | 6.856                          | 3.484                          | 3.372                          | 6.843                          | 3.473                          | 3.370                          | 3.321,8                        | 103,06                         |
| 18.02.05.1004  | Trimurjo          | Trimurjo            | 3,95                           | 5.300                          | 2.753                          | 2.547                          | 5.315                          | 2.754                          | 2.561                          | 1.345,6                        | 107,54                         |
| 18.02.05.1007  | Trimurjo          | Simbar Waringin     | 7,16                           | 6.419                          | 3.296                          | 3.123                          | 6.388                          | 3.274                          | 3.114                          | 892,2                          | 105,14                         |
| 18.02.07.1002  | Terbanggi Besar00 | Bandar Jaya Timur   | 3,69                           | 14.530                         | 7.364                          | 7.166                          | 14.427                         | 7.298                          | 7.129                          | 3.909,8                        | 102,37                         |
| 18.02.07.1003  | Terbanggi Besar00 | Bandar Jaya Barat   | 5,89                           | 15.855                         | 8.032                          | 7.823                          | 15.913                         | 8.075                          | 7.838                          | 2.701,7                        | 103,02                         |
| 18.02.07.1004  | Terbanggi Besar00 | Yukum Jaya          | 7,28                           | 20.087                         | 10.098                         | 9.989                          | 20.020                         | 10.055                         | 9.965                          | 2.750,0                        | 100,90                         |